# Azolla microphylla
Azolla microphylla är en simbräkenväxtart som beskrevs av Georg Friedrich Kaulfuss. Azolla microphylla ingår i släktet Azolla och familjen Salviniaceae.
IUCN kategoriserar arten globalt som livskraftig (LC). Inga underarter finns listade.